# Tetragoneura chillanensis
Tetragoneura chillanensis är en tvåvingeart som beskrevs av Duret 1989. Tetragoneura chillanensis ingår i släktet Tetragoneura och familjen svampmyggor. Inga underarter finns listade i Catalogue of Life.